# Відділ історичної регіоналістики Інституту історії НАН України
Відділ історичної регіоналістики Інституту історії НАН України (у 2006-2012 роках — сектор теоретико-методологічних проблем історичної регіоналістики) — це структурний підрозділ Інституту історії України НАН України, вчені якого займаються дослідженням питання історичної регіоналістики України.

## Створення
Відділ створений у 2006 році з метою системного вивчення проблем регіональної та локальної історії, історичної урбаністики, мікроісторії, як сектор теоретико-методологічних проблем історичної регіоналістики.
Засновником і безмінним керівником є доктор історичних наук Ярослава Володимирівна Верменич.

## Завдання діяльності
Відділ історичної регіоналістики вбачає своє основне завдання як у осмисленні ролі регіональних чинників у житті українського суспільства на різних історичних етапах, так і в дослідженні в історичній ретроспективі особливостей територіальної організації. 
Вченні відділу застосовують в аналізі історичного регіоналізму методологію нового універсалізму і міждисциплінарний соціокультурний підхід. Регіон при цьому розглядається як форма цієї життєдіяльності, а в теоретичному сенсі — як концепт, який дає змогу структурувати соціокультурний простір за зрозумілими, хоч і дещо розмитими територіальними параметрами. Він створює максимально наближені до реальності соціокультурні портрети регіонів з врахуванням матеріальних умов життя і соціального самопочуття мешканців, їхніх ціннісних і морально-духовних уподобань, традицій тощо.

## Наукові праці вчених відділу
Реалізацією студіювання проблематики територіальної організації в Україні стала підготовка двох монографій Я. Верменич:
- «Територіальна організація в Україні як наукова проблема: регіонально-історичний та політико-адміністративний виміри» (2008);
- «Адміністративно-територіальний устрій України: еволюція, сучасний стан, проблеми реформування» (в 2-х чч. — К. 2009).

Активно розвивається картографічний напрямок роботи Сектора. Доктором географічних наук Ростиславом Івановичем Соссою підготовлена низка бібліографічних покажчиків, які містять джерела історико-географічного вивчення територіальної організації України в історичному вимірі — «Картографування території України від найдавніших часів до 1941 року. Бібліографічний покажчик» (К., 2007).
З метою відображення стану картографування адміністративно-територіального устрою України був підготовлений покажчик «Політико-адміністративні й адміністративні карти України (1918—2008 рр.): Бібліографічний покажчик» (К., 2009).
Соціокультурне значення картографічних інновацій, розвиток історії картографування території України на тлі розвитку світової картографії відбито у підручнику Р. Сосси «Історія картографування території України» (К., 2007).
Сектором від 2007 року видається збірник наукових статей «Регіональна історія України», який є координуючим та консолідуючим органом для об'єднання зусиль регіоналістів України, Росії та Польщі.
Протягом кількох років сектор працює над проєктом «Історична урбаністика: теорія містознавства і методика літочислення». Пріоритетним для нього є дослідження міського простору у теоретико-методологічній площині, вироблення основ сучасного містознавства як міждисциплінарного наукового напряму із використанням світового досвіду, розробка наукових критеріїв типології міст. У рамках виконання даного проєкту 2009 року видано брошуру В. Бабюха «Методика літочислення міст: світовий досвід». Її можна розглядати як першу спробу окреслення найбільш гострих проблем екохронології у її специфічному міському вимірі.
В контексті роботи по удосконаленню практики міського літочислення та вироблення концептуальних підходів до осмислення проблем історичного містознавтва Я. Верменич, Володимиром Івановичем Дмитруком та Світланою Іванівною Архіповою підготовлене науково-довідкове видання «Міська історія України: проблеми початкового датування» (К., 2010).
Підсумковою працею по реалізації проекту стала монографія Я.Верменич «Історична урбаністика в Україні: теорія містознавства і методика літочислення» (К., 2011).
На 1 січня 2012 року в складі сектора працювали: завідувачка сектору, доктор історичних наук Я. Верменич, провідний науковий співробітник, доктор географічних наук Р. Сосса, науковий співробітник, кандидат історичних наук О. Романцов, молодший науковий співробітник Г. Вербиленко, інженери 1 категорії С. Архіпова та І. Служинська.

### Наукова діяльність
Над підготовкою кандидатських дисертацій в Секторі працюють аспіранти: Є. О. Мерімерін, І. М. Служинська, С. І. Архіпова та Т. С. Водотика. Тематика дисертаційних робіт спрямована на вивчення недосліджених аспектів територіальної організації України, російсько-українського пограниччя, питань історичної урбаністики та києвознавства.

## Реорганізація
1 травня 2012 року було прийнято рішення про утворення відділу історичної регіоналістики на базі відділу регіональних проблем історії України та сектора теоретико-методологічних проблем історичної регіоналістики. У зв'язку із зазначеною реструктуризацією сектор теоретико-методологічних проблем історичної регіоналістики ліквідований, а до структури відділу історичної регіоналістики приєднано сектор досліджень цивілізацій Причорномор'я (завідувач сектору — О. Галенко).
Нині в секторі досліджень цивілізацій Причорномор'я працюють науковці:
- Верменич Ярослава Володимирівна — доктор історичних наук, завідувачка відділу.
- Галенко Олександр Іванович — керівник сектору дослідження цивілізацій Причорномор'я, кандидат історичних наук — Сектор дослідження цивілізацій Причорномор'я.
- Дмитрук Володимир Іванович — учений секретар, старший науковий співробітник, кандидат історичних наук.
- Сосса Ростислав Іванович — провідний науковий співробітник, доктор географічних наук.
- Бажан Олег Григорович — старший науковий співробітник, кандидат історичних наук.
- Бацак Наталія Іванівна — старший науковий співробітник, кандидат історичних наук — Сектор досліджень цивілізацій Причорномор'я.
- Маньковська Руслана Вікторівна — старший науковий співробітник, кандидат історичних наук.
- Подкур Роман Юрійович — старший науковий співробітник, кандидат історичних наук.
- Чернухін Євген Костянтинович старший науковий співробітник, кандидат філологічних наук — Сектор дослідження цивілізацій Причорномор'я.
- Жданович Олеся Петрівна — науковий співробітник, кандидат історичних наук — Сектор дослідження цивілізацій Причорномор'я.
- Пелешко Адріана Володимирівна — науковий співробітник, кандидат історичних наук — Сектор дослідження цивілізацій Причорномор'я.
- Романцов Олександр Володимирович — науковий співробітник, кандидат історичних наук.
- Водотика Тетяна Сергіївна — молодший науковий співробітник, кандидат історичних наук.
- Вербиленко Галина Анатоліївна — молодший науковий співробітник.
- Савченко Ірина Вадимівна — молодший науковий співробітник.
- Архіпова Світлана Іванівна — інженер І категорії.

Методологічним підґрунтям подальшої роботи відділу стала монографія Я. Верменич «Локальна історія як науковий напрям: традиції й інновації» (К., 2012).
У 2014 році започатковано нову серію наукових досліджень — «Студії з регіональної історії», яка спрямована на створення наукового підґрунтя для вироблення концептуальних підходів дослідження регіонів України та популяризацію наукових знань з регіональної історії в українському соціумі.
У складі відділу діє «Центр дослідження цивілізацій Причорномор'я».